# Hostivit
Hostivit je bil zadnji od sedmih čeških mitskih knezov med (prav tako mitskim) ustanoviteljem dinastije Přemyslidov Přemyslom Oračem in prvim zgodovinskim knezom Bořivojem I. Imena knezov so bila najprej zapisana v Kozmovi Češki kroniki in nato prenesena v zgodovinske knjige 19. stoletja, vključno z Zgodovino češkega naroda na Češkem in Moravskem Františka Palackega. Po izročilu je bil Hostivit oče prvega zgodovinskega kneza Bořivoja. 
Nekateri zgodovinarji domnevajo, da sta se ob rojstvu sv. Ljudmile Hostivit (ali Svatopluk I. Moravski) in Ljudmilin oče Slavibor dogovorila, da se bo Ljudmila poročila z Bořivojem, kar bi se lahko nanašalo na poročni sprevod neznane neveste, omenjen v Annales Fuldenses za leto 871. Po Dalimilovi kroniki je imel Hostivit brata Děpolta, ki je podedoval deželo Kouřim.
Teorijo o številu knezov podpirajo freske na stenah Rotunde svete Katarine v Znojmu na Moravskem. Anežka Merhautová se s tem ne strinja in trdi, da freske prikazujejo vse člane dinastije Přemyslidov, vključno z mlajšimi moravskimi knezi.

## Ime
Za Hostivitovo ime se domneva, da izhaja iz staroslovanskih besed hosti, ki pomeni gosti, in vítat, ki pomeni izraziti dobrodošlico. 
Záviš Kalandra meni, da so imena sedmih mitskih knezov staroslovanska imena dni v tednu. Hostivit je sedmi po vrsti, se pravi sobota, ko so gostje dobrodošli. Druga teorija pravi, da so imena po pomoti nastala iz sicer celovitega, vendar delno prekinjenega staroslovanskega besedila.